# Ferdinand Bruckner

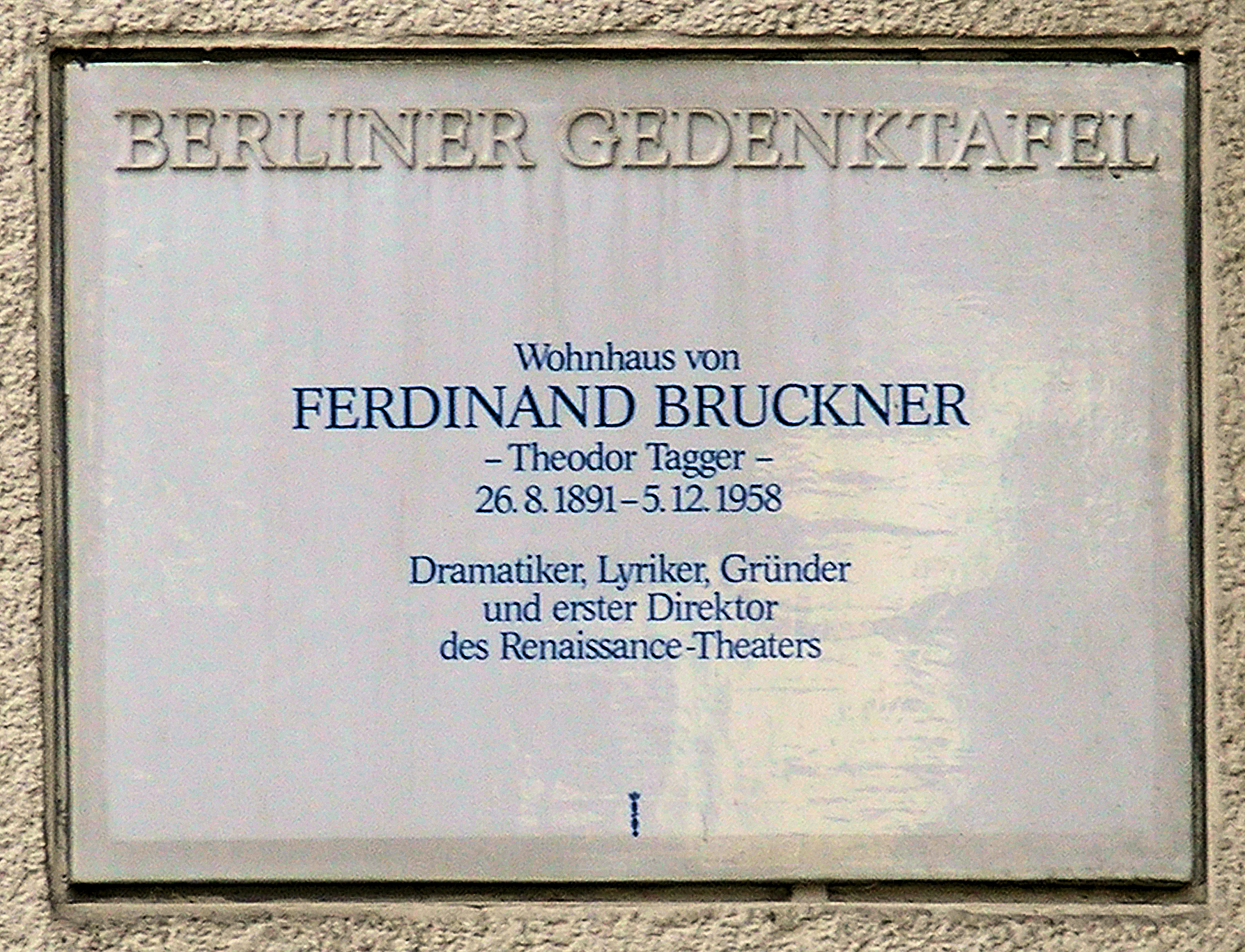
Berliner Gedenktafel am Haus Kaiserdamm 102, in Berlin-Charlottenburg

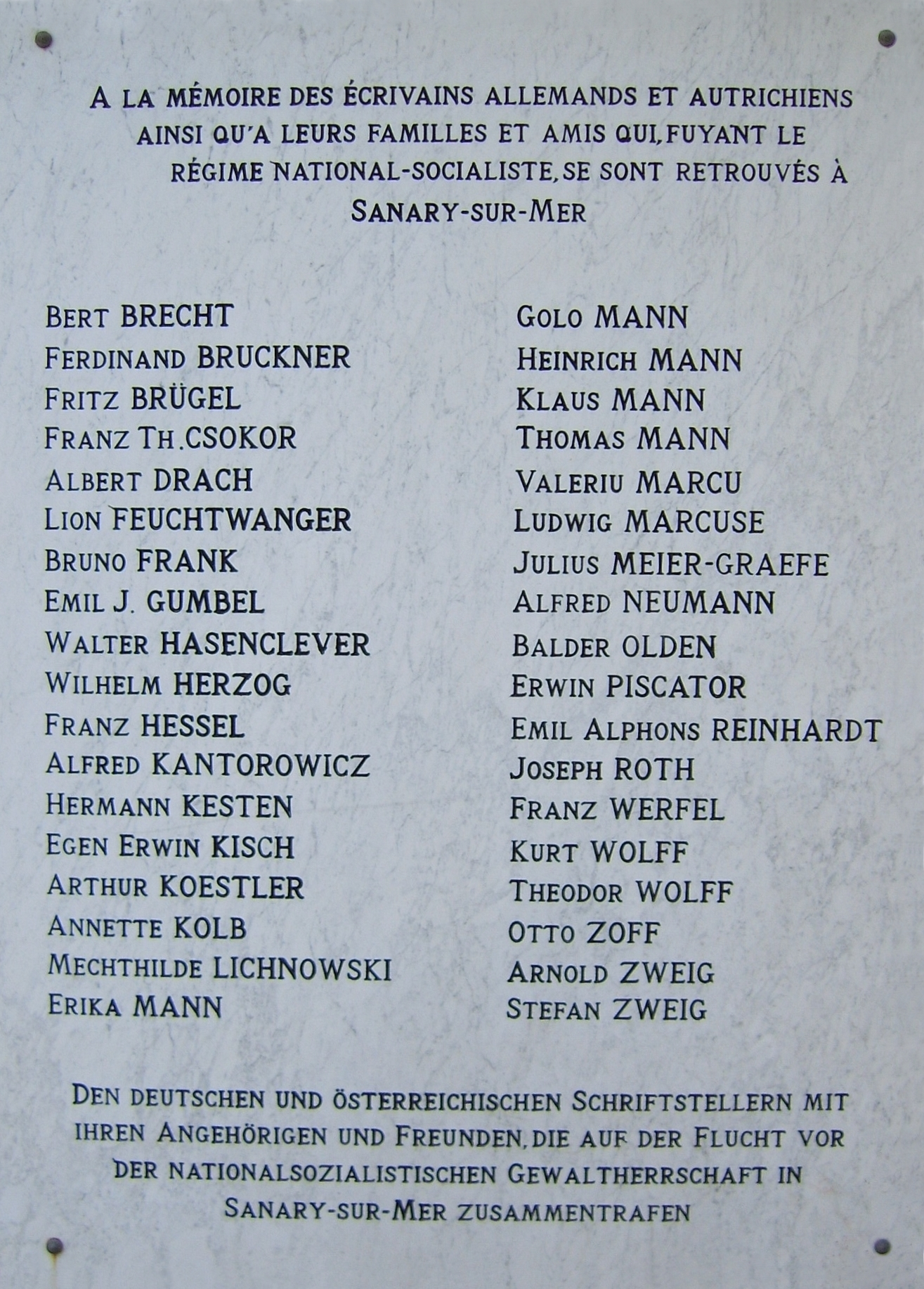
Gedenktafel für die deutschen und österreichischen Flüchtlinge in Sanary-sur-Mer, unter ihnen Ferdinand Bruckner

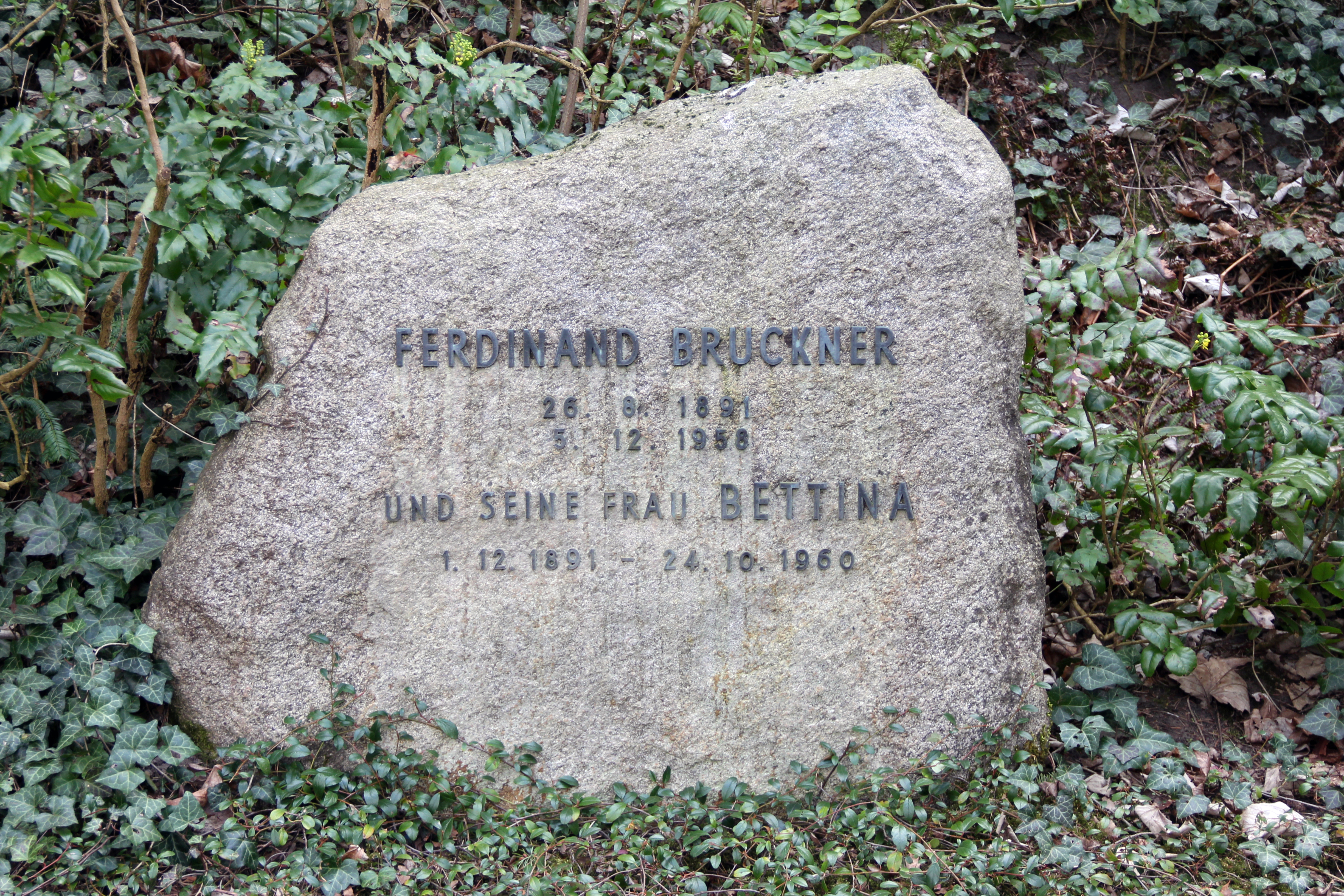
Ehrengrab von Ferdinand Bruckner auf dem Friedhof Heerstraße in Berlin-Westend

Ferdinand Bruckner (* 26. August 1891 in Sofia, Bulgarien; † 5. Dezember 1958 in Berlin; eigentlich Theodor Tagger) war ein österreichisch-deutscher Schriftsteller und Theaterleiter.

## Leben
Theodor Tagger war der Sohn eines Wiener Geschäftsmanns und einer französischen Übersetzerin. Er verbrachte seine Jugend nach der Trennung seiner Eltern in Wien, in einem Jesuiteninternat in Graz sowie in Paris und Berlin. Tagger studierte Philosophie und Philologie sowie Musik bei Franz Schreker. Nach dem Studium ging er zum Theater und trat auch als Musikkritiker hervor. Allerdings war er so beeindruckt vom expressionistischen literarischen Umfeld in Berlin, dass er sich 1916 von der Musik abwandte und der Lyrik widmete. In den folgenden Jahren veröffentlichte er einige Gedichtbände, und 1917 brachte er die mit zahlreichen Druckgraphiken illustrierte zweimonatliche Zeitschrift Marsyas mit Texten von Autoren wie Franz Kafka, Alfred Döblin oder Hermann Hesse heraus. Im Jahr 1922 gründete Tagger das Berliner Renaissance-Theater, dessen Leitung er 1927 an Gustav Hartung abgab. 
In den Jahren 1926 und 1930 erschienen die Stücke Krankheit der Jugend und Elisabeth von England unter dem Pseudonym Ferdinand Bruckner. Jahrelang wurde über die Identität des Autors gerätselt. Erst als der Autor seinen Verleger wechseln wollte und deshalb im Sommer mit Fritz Wreede in Verhandlungen eintrat, erfuhr die Öffentlichkeit seinen Realnamen, den er selbst gegenüber seinem Freund Franz Theodor Csokor geheim gehalten hatte. Seinen bürgerlichen Namen änderte er erst 1946.
1933 musste er nach Paris emigrieren und schrieb Die Rassen, ein Bühnenstück, in dem er der Welt das reale Ausmaß von Hitlers Verfolgungsmaßnahmen gegen die europäischen Juden vor Augen führen wollte, die im Holocaust gipfelten.
Die Berliner Roto-Filmgesellschaft hatte 1932 die Rechte zur Verfilmung von Bruckners Bühnenwerk Verbrecher erworben. Der Autor sollte das Drehbuch für 20.000 RM (entspricht heute etwa 110.000 EUR) verfassen und zusätzlich an den Erlösen beteiligt werden. Er erhielt einen Vorschuss 10.000 RM; allerdings schrieb Bruckner das Drehbuch nicht. Trotzdem erzielte er einen gerichtlichen Vergleich zur Zahlung der ausstehenden 10.000 RM. Als die Filmgesellschaft nur 6.000 RM zahlte, klagte Bruckner vergeblich. Das Gericht stellte fest, dass „Theodor Tagger-Ferdinand Bruckner […] nach dem Berliner Vergleich ein Stück unter dem Titel ‚Rassen‘ [habe] erscheinen lassen, welches einen heftigen Angriff gegen den Nationalsozialismus darstellt. Infolgedessen sei Bruckner in Deutschland auf den Index gesetzt worden; ein nach einem seiner Werke hergestellter Film könne nicht mehr die für jede Filmproduktion erforderliche Genehmigung der Buchzensur der Filmkammer in Berlin erhalten. Hiedurch sei das Verfilmungsrecht fast wertlos geworden oder mindestens sehr entwertet, da das Hauptverwertungsgebiet für einen deutschsprachigen Film, nämlich Deutschland, weggefallen sei.“
1936 emigrierte Bruckner in die USA, 1951 ließ er sich in Paris nieder. Zwanzig Jahre nach seiner Flucht aus Deutschland kehrte Bruckner 1953 nach Berlin zurück, wo er als dramaturgischer Berater am Schillertheater tätig war.
Ferdinand Bruckner starb im Dezember 1958 im Alter von 67 Jahren in Berlin. Sein Grab befindet sich auf dem landeseigenen Friedhof Heerstraße in Berlin-Westend. Auf Beschluss des Berliner Senats ist die letzte Ruhestätte von Ferdinand Bruckner (Grablage: 20-Wald-1f) seit 1960 als Ehrengrab des Landes Berlin gewidmet. Die Widmung wurde zuletzt im Jahr 2016 um die inzwischen übliche Frist von zwanzig Jahren verlängert.

## Werkbibliografie
als Theodor Tagger
- Von der Verheißung des Krieges und den Forderungen an den Frieden. Morgenröte der Sozialität. Georg Müller, München / Berlin 1915.
- Die Vollendung eines Herzens. Novelle von Theodor Tagger. Verlag Heinrich Hochstim, Berlin 1917.
- Das Neue Geschlecht. Verlag Heinrich Hochstim, Berlin 1917.
- Der Herr in den Nebeln. Verlag Heinrich Hochstim, Berlin 1917.
- Über einen Tod. Verlag Heinrich Hochstim, Berlin 1917.
- Der zerstörte Tasso. Ausgewählte Gedichte. Kurt Wolff, Leipzig 1918.
- Psalmen Davids. Verlag Heinrich Hochstim, Berlin 1918.
- Größe und Nichtigkeit des Menschen. Georg Müller, München 1918.
- Auf der Straße. Ed. Stache, Wien / Prag / Leipzig 1920.
- 1920 oder die Komödie vom Untergang der Welt. Ein Zyklus von Theodor Tagger. (Harry. Komödie in fünf Akten. / Annette. Komödie in drei Akten.) Berlin: Oesterheld & Co. Verlag, 1920.

als Ferdinand Bruckner
- Krankheit der Jugend. Schauspiel in drei Akten. S. Fischer Verlag, Berlin 1928.
- Die Verbrecher. Schauspiel in drei Akten. S. Fischer Verlag, Berlin 1928.[12]
- Die Kreatur. Schauspiel in drei Akten. S. Fischer Verlag, Berlin 1930.
- Elisabeth von England. Schauspiel in fünf Akten. S. Fischer Verlag, Berlin 1930.
- Timon. Tragödie. S. Fischer Verlag, Berlin 1932.
- Die Marquise von O. Schauspiel. S. Fischer Verlag, Berlin 1933.
- Die Rassen. Schauspiel in drei Akten. Verlag Oprecht & Helbling, Zürich 1934.
- Mussia. Erzählung eines frühen Lebens. Verlag Allert de Lange, Amsterdam 1935.
- Dramen unserer Zeit. (Die Befreiten. Schauspiel in zwei Teilen. / Denn seine Zeit ist kurz. Schauspiel.) Zürich: Steinberg-Verlag, 1945.
- Die Befreiten. Schauspiel in zwei Teilen. Dramen unserer Zeit. Steinberg-Verlag, Zürich 1945.
- Denn seine Zeit ist kurz. Schauspiel. Dramen unserer Zeit. Steinberg-Verlag, Zürich 1945.
- Simon Bolivar. (Der Kampf mit dem Engel.Schauspiel in drei Akten und zwölf Szenen. / Der Kampf mit dem Drachen. Schauspiel in zwei Teilen und 9 Szenen.) New York: Aurora Verlag, 1945.
- Fährten. Schauspiel in drei Akten. Schönbrunn-Verlag, Wien 1948.
- Gedenkrede zum einhundertfünfundzwanzigsten Todestag von Ludwig van Beethoven, 26. März 1827. Gehalten von Ferdinand Bruckner anlässlich einer Feierstunde des Senats von Berlin in der Eichengalerie des Schlosses Charlottenburg am 26. März 1952. Veröffentlichung des Senators für Volksbildung, Berlin 1952.
- Heroische Komödie. In drei Akten. Dramen der Zeit 17. Verlag Lechte, Emsdetten 1955.
- Schauspiele. Nach historischen Stoffen. (Elisabeth von England. Schauspiel in fünf Akten. / Timon und das Gold. Tragödie vom überflüssigen Menschen in fünf Akten. / Pyrrhus und Andromache. Tragödie nach klassischen Motiven. / Napoleon der Erste. Komödie. / Heroische Komödie. In drei Akten.) Köln; Berlin: Verlag Kiepenheuer& Witsch, 1956.
- Zwei Tragödien. (Der Tod einer Puppe. Tragisches Spiel. / Der Kampf mit dem Engel. Tragödie in zwei Teilen.) Köln; Berlin: Verlag Kiepenheuer & Witsch, 1956.
- Das irdene Wägelchen. Spiel in zwei Teilen nach einem indischen Volksstück, dem König Sudraka zugeschrieben. Berlin, Gustav Kiepenheuer Bühnenvertrieb, 1957.
- Die Kindsmörderin. Nach H.L. Wagner.Berlin, Gustav Kiepenheuer Bühnenvertrieb, 1959.
- Die Buhlschwester. Komödie nach Plautus und Reinhold Lenz. Berlin, Gustav Kiepenheuer Bühnenvertrieb, 1959.
- Elisabeth von England. Schauspiel in fünf Akten. Philipp Reclam Jun., Stuttgart 1960.
- Vom Schmerz und von der Vernunft. Hrsg. Franz Theodor Csokor. Stiasny-Verlag, Graz; Wien 1960.
- Des Sheriffs Hunde. Negersongs aus Amerika. Hrsg. Walter Huder. Berlin, Berliner Handpresse / Verlag Bruno Hessling, 1970.
- Mussia. Frankfurt a. M.: Suhrkamp Verlag, 1984.
- Zwei Erzählungen. (Die Vollendung eines Herzens. / Auf der Straße.) Bergisch Gladbach: Norchia Verlag, 1988.

Übersetzung
- Death of a Salesman von Arthur Miller, 1949.

Werkausgaben
- Jugend zweier Kriege. Ein Dramenzyklus. (Krankheit der Jugend. Schauspiel in drei Akten. / Die Verbrecher. Schauspiel in drei Akten. / Die Rassen. Schauspiel in drei Akten.) Dramatische Werke. Band I. Continental Edition. Verlag A. Sexl, Wien 1947.
- Jugend zweier Kriege. (Krankheit der Jugend. Schauspiel in drei Akten. / Die Verbrecher. Schauspiel in drei Akten. / Die Rassen. Schauspiel in drei Akten.) Dramatische Werke. Band I. Schönbrunn-Verlag, Wien 1948.
- Historische Dramen. (Elisabeth von England. Schauspiel in fünf Akten. / Timon. Tragödie vom überflüssigen Menschen in fünf Akten. / Heroische Komödie. In drei Akten.) Dramatische Werke. Band II. Schönbrunn-Verlag, Wien 1948.
- Jugend zweier Kriege. (Krankheit der Jugend. Schauspiel in drei Akten. / Die Verbrecher. Schauspiel in drei Akten. / Die Rassen. Schauspiel in drei Akten.) Dramatische Werke. Band I. Aufbau-Verlag, Berlin 1948.
- Historische Dramen. (Elisabeth von England. Schauspiel in fünf Akten. / Timon. Tragödie vom überflüssigen Menschen in fünf Akten. / Heroische Komödie. In drei Akten.) Dramatische Werke. Band II. Aufbau-Verlag, Berlin 1948.
- Dramen. (Krankheit der Jugend. / Die Verbrecher. / Elisabeth von England. / Die Rassen. / Simon Bolivar.) Hrsg. Hansjörg Schneider. Verlag Volk und Welt, Berlin 1990.
- Schauspiele I. Hrsg. Joaquín Moreno. Werke. Tagebücher. Briefe. Wissenschaftliche Ausgabe. Hrsg. Hans-Gert Roloff. Weidler Buchverlag, Berlin 2003. ISBN 3-89693-205-5
- Schauspiele III. Hrsg. Joaquín Moreno und Gunnar Szymaniak. Werke. Tagebücher. Briefe. Wissenschaftliche Ausgabe. Hrsg. Hans-Gert Roloff. Weidler Buchverlag, Berlin 2005. ISBN 3-89693-240-3
- Schauspiele II. Hrsg. Joaquín Moreno. Werke. Tagebücher. Briefe. Wissenschaftliche Ausgabe. Hrsg. Hans-Gert Roloff. Weidler Buchverlag, Berlin 2006. ISBN 3-89693-456-2
- Schauspiele IV. Hrsg. Gunnar Szymaniak. Werke. Tagebücher. Briefe. Wissenschaftliche Ausgabe. Hrsg. Hans-Gert Roloff. Weidler Buchverlag, Berlin 2008. ISBN 978-3-89693-502-1

## Auszeichnungen und Würdigungen
- 1951 Ehrenring der Stadt Wien
- 1957 Literaturpreis der Stadt Wien
- Berliner Gedenktafel an seinem Wohnhaus in Berlin, Kaiserdamm 102.
- Im Jahr 1969 wurde in Wien-Donaustadt (22. Bezirk) die Taggergasse nach ihm benannt.